# Photedes fasciata
Photedes fasciata là một loài bướm đêm trong họ Noctuidae.